# Helina beloloba
Helina beloloba este o specie de muște din genul Helina, familia Muscidae, descrisă de Lyneborg în anul 1965. Conform Catalogue of Life specia Helina beloloba nu are subspecii cunoscute.